# 辻井美穂
辻井 美穂（つじい みほ、1989年2月18日 - ）は、日本のAV女優。ファイブプロモーション所属。

## 略歴
福島県出身。2011年6月1日、ABC/妄想族より『新人 Boin「辻井美穂」Box 辻井美穂』でAVデビューした。

## 人物
- 特技：ピアノ・ドラム・ 木琴・ヴァイオリン
- 趣味：コスプレ、サバイバルゲーム

## 出演作品
2011年
- 新人 Boin「辻井美穂」Box（6月1日、ABC/妄想族）
- Boin「辻井美穂」Box2 乳辱病棟（7月1日、ABC/妄想族）
- 3D 3D＆2D収録 Boin「辻井美穂」Box（8月1日、ABC/妄想族）
- 巨乳・爆乳 お仕事中のおっぱいがあたるシチュエーション あるある!! 3（9月2日、映天）共演:佐々木りな、葉山志穂、恵けい
- 巨乳・爆乳 爆乳OLセクハラ乳姦レイプ 2（9月16日、映天）共演:西井優香、西野花梨、小出遥、佐々木りな、及川はるな、愛内ゆう、木咲美琴
- 不貞爆乳ナースのプライベート中出し診察 みほ（9月19日、OPPAI）
- 巨乳・爆乳 女性用出張回春エステで感じちゃった私…（9月16日、映天）共演:森野いづみ、島谷小百合、北川瞳、小出遥、徠夢、櫻庭茜、愛実
- 職業欄は生保レディ 14（10月11日、プレステージ）
- 女のカラダは鷲掴みたい弾力Iカップで選ぶ。（10月13日、E-BODY）
- 巨乳過ぎる移動クレープ屋さん みほ（10月20日、グローリークエスト）
- ヌル撮 オイルマッサージ 巨乳人妻が通う秘密のマッサージ屋（11月3日、グローリークエスト）共演:森山杏菜、近江なみ、長澤あずさ、桃咲まなみ、前田優希
- 五反田で話題のJカップJカップIカップHカップの風俗店（11月4日、映天）共演:仁科百華、木咲美琴
- 授乳手コキ10連射（11月18日、映天）共演:南レイ、星山里穂、森野いづみ、響まゆ、愛内ゆう、北川瞳、小出遥、小島優花
- 女性社員、社内交尾で悶える。（11月18日、SEX Agent）共演:愛原さえ、宮坂レイア、上原亜衣、香奈芽涼
- 月刊口内射精（11月18日、SEX Agent）共演:愛原さえ、しずく、京野ななか、安西優子
- 卑猥な巨乳 ミホ/93cm Iカップ（11月25日、スリージー）
- 夜間病棟 逆夜這い（12月16日、映天）共演:橘なお、真中ゆかり、及川はるな、愛内ゆう、木咲美琴、漣ゆめ
- 寸止め!背後手コキ（12月16日、SEX Agent）共演:	つばさ、さとう遥希、美緒みくる、美咲恋

2012年
- 都内某所:噂の環七沿い診療クリニック。女は断れず、こう堕ちて行く…。（1月20日、映天）他出演:愛内ゆう
- セルフ乳舐め揉みオナニー（2月3日、映天）共演:	新田まなみ、恵けい、及川はるな、木咲美琴、優花めぐみ、西井優香、南レイ
- ADが隠し持っていた隠し撮り秘蔵映像 4時間（2月3日、映天）共演:希本なつ美、椎名みくる、南レイ、小島優花、森野いづみ、及川はるな、北川瞳
- 過ちの不倫妻 ～同窓会で再会した元カレと～（2月7日、マドンナ）
- タートル着衣パイズリ 2（2月17日、SEX Agent）共演:村上涼子、真木今日子、美緒みく、木下若菜
- 巨尻爆乳（2月20日、メディア総販ソレイル）
- 超巨乳×濃厚中出し 爆乳淫乱娘（3月1日、えっちな娘/妄想族）
- 完全会員制 爆乳ぼったくりBAR 2 Iカップ103cm どすけべまだむ みぽりぃん（4月20日、チェリーズ）
- 撮り下ろし ぬるテカ爆乳娘オイルFUCK（6月15日、映天）共演:大島あいる、辻井美穂、栗崎紗理奈、一ノ瀬ルカ、相奈さゆき、希本なつ美、南レイ、持田美琴、前田優希
- 狙われた妻（8月16日、タカラ映像）
- 見知らぬ男に犯されて… 巨乳妻（8月24日、なでしこ）
- マッサージギャルがお金欲しさにHさせてくれました（8月25日、ハヤブサ）共演:桜りお、宇佐美なな、桐山凛果、美咲あすみ
- ご奉仕手こき 近親編 妹に姉に嫁に手こきしてもらってザーメンを出しちゃいました（10月13日、ハヤブサ）共演:長澤あずさ、大堀香奈、宇佐美なな、秋本ゆいか、南ちえり、木村つな、結野しほり、中山エリス、結城みさ、藤原ひとみ、篠田ゆう、夏希アンジュ、京野ななか、田中志乃、松井めぐみ

2013年
- 熟（2月22日、なでしこ）